# MT Большого Пса
MT Большого Пса (лат. MT Canis Majoris), HD 56620 — одиночная переменная звезда в созвездии Большого Пса на расстоянии приблизительно 2945 световых лет (около 903 парсеков) от Солнца. Видимая звёздная величина звезды — от +8,32m до +8,15m.

## Характеристики
MT Большого Пса — красный гигант, пульсирующая полуправильная переменная звезда типа SRB (SRB:) спектрального класса M1/M2III. Эффективная температура — около 3834 К.